# Massimo Moratti
Massimo Moratti (né le 16 mai 1945 à Bosco Chiesanuova, dans la province de Vérone, en Vénétie) est un industriel italien, actif dans le secteur pétrolier. Il fut, par ailleurs, président du club de football de Série A de l'Inter Milan de 1995 à 2013, année durant laquelle le magnat indonésien Erick Thohir rachète 70 % du club. Il exerça alors le rôle de président d'honneur du club avant de démissionner le 23 octobre 2014 à la suite de désaccords avec le président et l’entraîneur du club milanais.

## Biographie
Massimo Moratti est le fils du défunt Angelo Moratti, qui était propriétaire et président de l'Inter durant l'âge d'or du club dans les années 1960. L'Inter Milan est pour lui comme pour toute sa famille, une affaire familiale, indissociable de leur patrimoine. Cela fait longtemps que le président Moratti veut rétablir la domination intériste sur le football italien. Il n'avait pas vraiment réussi jusqu'au titre remporté en 2007, cinq journées avant la fin du championnat grâce à une confortable avance sur l'AS Rome. Il a désormais gagné :
- Coupe du monde des clubs (2010)
- Ligue des champions (2010)
- Coupe UEFA (1998)
- Scudetto/Serie A (2006, 2007, 2008, 2009, 2010)
- Coppa Italia (2005, 2006,2010,2011)
- Supercoppa Italiana (2005, 2006, 2008 2010)

Le Scudetto 2005-2006 est controversé. L'Inter a fini troisième en Série A, mais a été titré à la suite des rétrogradations de la Juventus et du Milan AC dans le scandale des matches arrangés. De ses propres mots, dans une interview diffusée sur Canal+ le 31 mars 2010, il admet que le scudetto gagné en 2007 contre Sienne est le plus beau jour de sa carrière en tant que président du club, une victoire qu'il « pensait ne jamais voir arriver ». Le 22 mai 2010, l'Inter est championne d'Europe, 45 ans après le dernier sacre du club alors sous la présidence d'Angelo Moratti. Cette année 2010 sera couronnée de succès total avec des victoires en supercoupe d'Italie et une Coupe du monde des clubs (qui fut également gagnée en 1965 par l'Inter sous son ancienne formule).

## La famille de Moratti

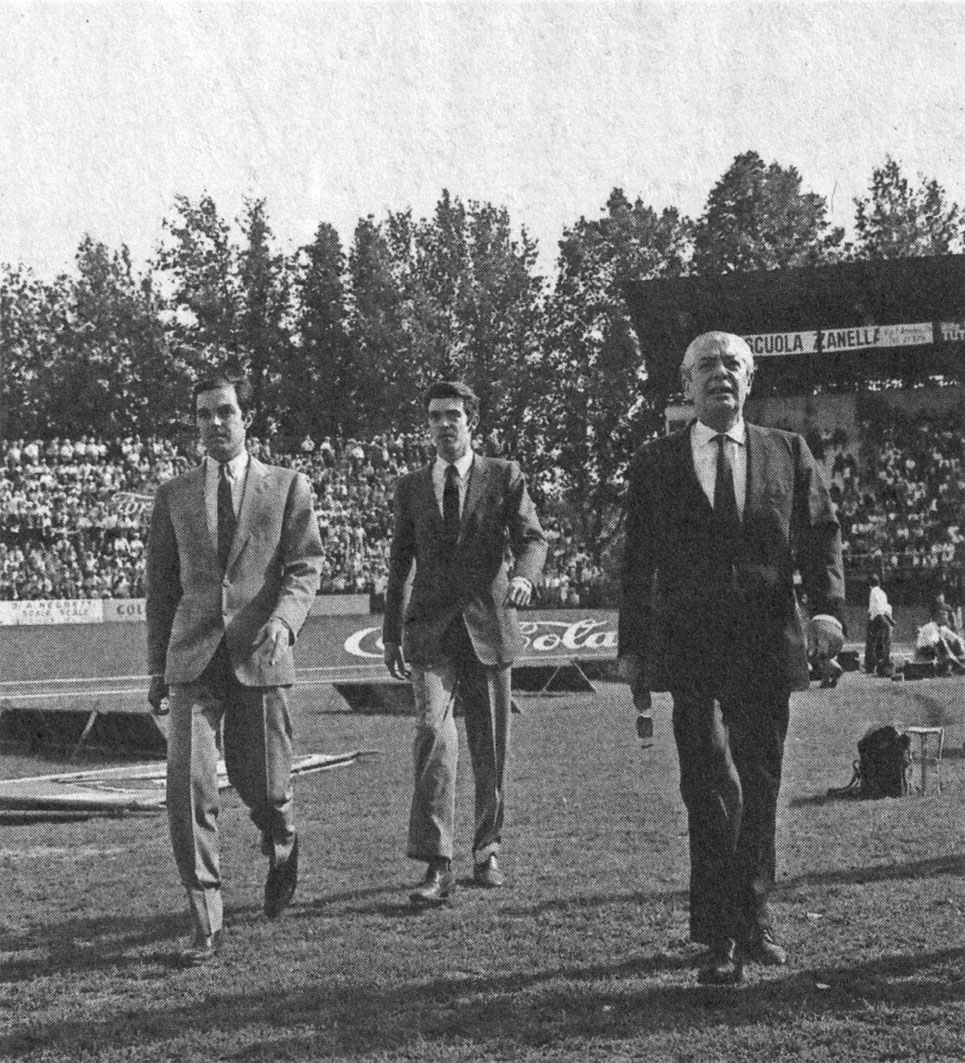
Gian Marco, Massimo et Angelo Moratti en 1967.

Le père : Angelo Moratti, (1909-1981) : Le patriarche est un autodidacte qui a fait fortune dans le pétrole. Il a été le propriétaire de l'Inter de 1955 à 1968 et il est unanimement reconnu comme étant le meilleur président de l’histoire de l’Inter, surtout parce qu’il a su déléguer les pouvoirs aux hommes de talent qu’étaient Italo Allodi, Peppino Prisco et Helenio Herrera qui ont amené les deux Coupes des clubs champions de l’Inter, qui était alors connue sous le surnom de « la Grande Inter. » Ses victoires lui ont apporté des joies immenses. Mais son intérêt pour l’équipe remonte à une époque antérieure, puisqu'il avait déjà transmis sa passion à ses fils à la fin des années quarante.
Il a fondé la Saras en 1962, c’est une énorme raffinerie sarde.
Son épouse (née en 1946) : Emilia « Milly » Moratti, l'épouse du pétrolier, est écologiste. L’Italie n’est pas avare en conflits d’intérêts. Elle est actuellement conseiller communal de centre-gauche à Milan.
Son frère : Gianmarco (né en 1936) : L’aîné des fils d’Angelo Moratti, C’est le plus ancien des actionnaires de l’Inter puisque son père lui a offert ses premières parts en 1948. Il a été membre du conseil d’administration de l’Inter. Il est surtout le président de la Saras, entreprise qui produit maintenant de l’électricité et qui cherche à se diversifier en développant les éoliennes.
L'épouse de Gianmarco : Letizia (née en 1949) : Seconde épouse de Gianmarco. Manager italienne, elle a été présidente de la Rai, le groupe audiovisuel public italien entre 1994 et 1996. Ministre de l’Éducation Berlusconi entre 2001 et 2006. Maire de droite de Milan entre 2006 et 2011.
Sa sœur : Bedy (née en 1942) : Maria Rosa « Bedy » Moratti, leur sœur. Actrice de théâtre. Elle représente souvent l’Inter. C’est elle par exemple – en compagnie de son neveu Angelomario – qui a repéré Nelson Rivas.
Son frère Natalino Curzola Moratti : Leur frère, fils adoptif d’Angelo, est membre du conseil d’administration de l’Inter.
Son fils : Angelomario (né en 1973) : Fils de Massimo. L’un des deux vice-présidents de l’Inter, président d’Inter Brand, occupe un poste au conseil d’administration de la Saras.
son fils : Giovanni (24 ans) : « Gigio », l’un des fils de Massimo, est membre du conseil d’administration de l’Inter.
Le fils de Gianmarco :  Angelo Gino (né en 1963) : Fils de Gianmarco et de sa première épouse, membre du conseil d’administration de l’Inter et de celui du club de basket-ball l’Olimpia Armani Jeans Milano ; unique vice-président de la Saras.